# Збірна Англії з хокею із шайбою
Збірна Англії з хокею із шайбою (англ. England men's national ice hockey team) — хокейна збірна яка представляла Англію в міжнародних хокейних змаганнях. Останній раз брали участь у міжнародному матчі у 1993 році, поступились збірній Шотландії 4:5. Англійські гравці виступають у складі збірної Великої Британії яка виступає під егідою ІІХФ.